# 77a Divisió (Exèrcit Popular de la República)

La 77a Divisió va ser una de les divisions de l'Exèrcit Popular de la República que va lluitar a favor del bàndol republicà durant la Guerra Civil Espanyola. Concretament, va ser l'última divisió que es va crear en el si de l'Exèrcit republicà.

## Historial
La 77a Divisió va ser creada oficialment el 31 de desembre de 1938 amb Quarter General a Calella de la Costa, un cop ja s'havia iniciat l'ofensiva franquista sobre Catalunya. Va ser posada sota el comandament del comandant d'infanteria Rafael Durán Martínez amb la 243a Brigada Mixta (Batallons 969, 970, 971 i 972); la 244a Brigada Mixta (Batallons 973, 974, 975 i 976); i la 245a Brigada Mixta (Batallons 977, 978, 979 i 980) —totes de recent creació— i en què tan sols la 245a Brigada Mixta es trobava operativa per ser llançada al combat pels volts del 22 de gener de 1939. La 77a Divisió va ser integrada dins del XXIV Cos d'Exèrcit. Pels volts del 27 de gener de 1939 la 245a Brigada Mixta va intentar organitzar un dispositiu defensiu al llarg del riu Tordera (ciutats de Vic, Arbúcies, Hostalric, Tordera i Blanes, en direcció mar) al costat de la 242a Brigada Mixta (Batallons 965, 966, 967 i 968), que es trobava en període de formació a la ciutat de Vic. A la 242a Brigada Mixta li va ser impossible mantenir la resistència i va haver de retirar-se cap a Vic, que va perdre l'1 de febrer. on, en retirada cap a Hostalric i Blanes enllaçà amb la 245 Brigada Mixta, perdent-se ambdues ciutats el mateix dia.
Segons els oficis i mapes del Corpo Truppe Volontarie italià (CTV)
El dia 29/01/1939 la 244a Brigada Mixta de la 77 Divisió “ha ofert aquesta matinada i avui una forta resistència, i un dels seus Batallons ha estat capturat completament”. Això seria tocant a la població de Dosrius, per sobre de la ciutat de Mataró i molt propera a Calella de la Costa on tenien el lloc de comandament la 243a, 244a i 245a Brigades Mixtes.
A l'ofici del dia 01/02/1939, corresponent al dia 31/01/1939, la Brigada Mixta 244a ha estat quasi completament aniquilada. El mateix dia 01/02/1939, el CTV ubica les restes de les Brigades Mixtes 243, 244 i 245 prop de Sant Celoni, al costat d'Hostalric, Tordera i Blanes. La 242a Brigada Mixta ens diu que es troba prop de Maçanet de la Selva, entre Hostalric i Lloret de mar.
El dia 02/02/1939 han aparegut al sud de Llagostera les Brigades Mixtes 242a, 243a i 245a. La 245a Brigada Mixta és la que es troba més a prop d'aquesta població.
El dia 03/02/1939 l'enemic a oposat molta resistència entre Llagostera i Girona però ja no es fa referència a cap de les Brigades Mixtes anteriors, tot i ser la zona on estaven oposant resistència.
Després d'aquesta resistència la retirada cap a la frontera francesa era ja un fet i es podia considerar a la 77a Divisió i les seves Brigades Mixtes com a pràcticament dissoltes.

## Arxius
- Arxiu Nacional de Catalunya (ANC) - Secció Corpo Truppe Volontarie italià (CTV) - Oficis i mapes.